# スール (曲)
『スール』（Sur）は、アニバル・トロイロが作曲したタンゴの曲。

## 概要
1948年に発表された。題名の「スール」は「南」を意味し、ブエノスアイレス（アルゼンチン）の南部にある一角の通称である。
タンゴの作詞家として一世を風靡したオメロ・マンシが作った歌詞がつけられており、歌われることが多い。歌詞の内容としては、変わり果てた場末を訪ねて、青年の頃の恋愛を懐かしみ、昔に想いを寄せるようなものである。「サンファン」 San Juan と「ボエド」( Boedo) という、「スール」 の出だしに出てくる地名の場所の角には、1940年代に喫茶店があり、そこでマンシがこの歌を書き上げたと言われる。その場所では、この歌の作詞家にちなんで、「エスキーナ・オメロ・マンシ」 (Esquina Homero Manzi )というタンゲリア（タンゴ生演奏の店）が営業している。
エドムンド・リベロ（Edmundo Rivero）の歌が最初で、タンゴ愛好家から注目されることとなった。アニバル・トロイロ楽団のエドムンド・リベロ歌入りのレコード録音は、よく聴くことができる定番である。
フリオ・ソーサ（Julio Sosa）や、ロベルト・ゴジェネチェ（Roberto Goyeneche）らによっても歌われているのが有名である。
YouTubeでも、いくらか、アップロードされている
この歌にちなんで、スールと名づけられたブエノスアイレスのタンゴ生演奏の店がある。
1998年公開のアルゼンチン映画 「スール/その先は…愛」 の最初に、ゴジェネチェの 「スール」の歌唱がある。